# Sportlövészet az 1972. évi nyári olimpiai játékokon
Az 1972. évi nyári olimpiai játékokon a sportlövészetben a futóvadlövéssel nyolcra bővültek a 
versenyszámok. Nem rendeztek külön női versenyeket, összesen négy női versenyző vett részt a számokban.

## Éremtáblázat
(A rendező ország csapata és a magyar érmesek eltérő háttérszínnel, az egyes számoszlopok legmagasabb értéke, vagy értékei vastagítással kiemelve.)
| Az 1972. évi nyári olimpiai játékok éremtáblázata sportlövészetben | Az 1972. évi nyári olimpiai játékok éremtáblázata sportlövészetben | Az 1972. évi nyári olimpiai játékok éremtáblázata sportlövészetben | Az 1972. évi nyári olimpiai játékok éremtáblázata sportlövészetben | Az 1972. évi nyári olimpiai játékok éremtáblázata sportlövészetben | Olimpia  |
| ------------------------------------------------------------------ | ------------------------------------------------------------------ | ------------------------------------------------------------------ | ------------------------------------------------------------------ | ------------------------------------------------------------------ | -------- |
|                                                                    | Ország                                                             | Arany                                                              | Ezüst                                                              | Bronz                                                              | Összesen |
| 1.                                                                 | Egyesült Államok (USA)                                             | 2                                                                  | 2                                                                  | 0                                                                  | 4        |
| 2.                                                                 | Szovjetunió (URS)                                                  | 1                                                                  | 2                                                                  | 1                                                                  | 4        |
| 3.                                                                 | Olaszország (ITA)                                                  | 1                                                                  | 0                                                                  | 1                                                                  | 2        |
| 4.                                                                 | Észak-Korea (PRK)                                                  | 1                                                                  | 0                                                                  | 0                                                                  | 1        |
| 4.                                                                 | Lengyelország (POL)                                                | 1                                                                  | 0                                                                  | 0                                                                  | 1        |
| 4.                                                                 | NSZK (FRG)                                                         | 1                                                                  | 0                                                                  | 0                                                                  | 1        |
| 4.                                                                 | Svédország (SWE)                                                   | 1                                                                  | 0                                                                  | 0                                                                  | 1        |
|                                                                    |                                                                    |                                                                    |                                                                    |                                                                    |          |
| 8.                                                                 | Románia (ROU)                                                      | 0                                                                  | 1                                                                  | 1                                                                  | 2        |
| 9.                                                                 | Csehszlovákia (TCH)                                                | 0                                                                  | 1                                                                  | 0                                                                  | 1        |
| 9.                                                                 | Franciaország (FRA)                                                | 0                                                                  | 1                                                                  | 0                                                                  | 1        |
| 9.                                                                 | Kolumbia (COL)                                                     | 0                                                                  | 1                                                                  | 0                                                                  | 1        |
|                                                                    |                                                                    |                                                                    |                                                                    |                                                                    |          |
| 12.                                                                | NDK (GDR)                                                          | 0                                                                  | 0                                                                  | 2                                                                  | 2        |
| 13.                                                                | Ausztria (AUT)                                                     | 0                                                                  | 0                                                                  | 1                                                                  | 1        |
| 13.                                                                | Magyarország (HUN)                                                 | 0                                                                  | 0                                                                  | 1                                                                  | 1        |
| 13.                                                                | Nagy-Britannia (GBR)                                               | 0                                                                  | 0                                                                  | 1                                                                  | 1        |
|                                                                    |                                                                    |                                                                    |                                                                    |                                                                    |          |
| Összesen                                                           | Összesen                                                           | 8                                                                  | 8                                                                  | 8                                                                  | 24       |

## Érmesek
| Az 1972. évi nyári olimpiai játékok érmesei sportlövészetben |                                                 |                                               |                                           |
| Versenyszám                                                  | Arany                                           | Ezüst                                         | Bronz                                     |
| Gyorstüzelő pisztoly 25 m                                    | Józef Zapędzki · Lengyelország (POL) · 595      | Ladislav Falta · Csehszlovákia (TCH) · 594    | Viktor Torsin · Szovjetunió (URS) · 593   |
| Sportpisztoly 50 m                                           | Ragnar Skanåker · Svédország (SWE) · 567        | Daniel Iuga · Románia (ROU) · 562             | Rudolf Dollinger · Ausztria (AUT) · 560   |
| Kisöbű puska fekvö 50 m                                      | Ri Hodzsun (Ri Hojun) · Észak-Korea (PRK) · 599 | Victor Auer · Egyesült Államok (USA) · 598    | Nicolae Rotaru · Románia (ROU) · 598      |
| Kisöbű puska összetett                                       | John Writer · Egyesült Államok (USA) · 1166     | Lanny Bassham · Egyesült Államok (USA) · 1157 | Werner Lippoldt · NDK (GDR) · 1153        |
| Nagyöbű sportpuska összetett 300 m                           | Lones Wigger · Egyesült Államok (USA) · 1155    | Borisz Melnyik · Szovjetunió (URS) · 1155     | Papp Lajos · Magyarország (HUN) · 1149    |
| Futóvad                                                      | Jakov Zseleznyak · Szovjetunió (URS) · 569      | Helmut Bellingrodt · Kolumbia (COL) · 565     | John Kynoch · Nagy-Britannia (GBR) · 562  |
| Trap                                                         | Angelo Scalzone · Olaszország (ITA) · 199       | Michel Carrega · Franciaország (FRA) · 198    | Silvano Basagni · Olaszország (ITA) · 195 |
| Skeet                                                        | Konrad Wirnhier · NSZK (FRG) · 195/25           | Jevgenyij Petrov · Szovjetunió (URS) · 195/24 | Michael Buchheim · NDK (GDR) · 195/23     |